# Нанькин Йойо
«Нанькин Йойо» (кит. 南京有有, англ. Nanjing Yoyo F.C.) — бывший китайский футбольный клуб из Нанькина, выступавший в первой лиге Китая по футболу. По итогам сезона 2010 года клуб покинул первую лигу.

## История
Клуб был образован в 2002 году на базе молодёжной команды «ФК Ляонин». В 2003 году его купил SVT Group и из спонсорских соображений поменял название на Нанькин Йойо.

## Результаты
За всё время выступлений
| Сезон    | 2002 | 2003 | 2004 | 2005 | 2006 | 2007 | 2008 | 2009 | 2010 |
| -------- | ---- | ---- | ---- | ---- | ---- | ---- | ---- | ---- | ---- |
| Дивизион | 2    | 2    | 2    | 2    | 2    | 2    | 2    | 2    | 2    |
| Место    | 6    | 9    | 9    | 7    | 5    | 10   | 10   | 12   | 13   |